# Mingde Manzu Xiang
Mingde Manzu Xiang (kinesiska: 明德满族乡, 明德) är en socken i Kina. Den ligger i provinsen Liaoning, i den nordöstra delen av landet, omkring 140 kilometer nordost om provinshuvudstaden Shenyang. Antalet invånare är 8695. Befolkningen består av 4 294 kvinnor och 4 401 män. Barn under 15 år utgör 12,0 %, vuxna 15-64 år 78 %, och äldre över 65 år 8,0 %.
Genomsnittlig årsnederbörd är 1 072 millimeter. Den regnigaste månaden är augusti, med i genomsnitt 241 mm nederbörd, och den torraste är januari, med 10 mm nederbörd.